# Période biologique
La période biologique ou demi-vie biologique d'un élément chimique est le temps au bout duquel la moitié d’une quantité ingérée ou inhalée (telle une drogue ou un radioisotope) est éliminée de l’organisme, ou a perdu son activité biologique, par des processus purement biologiques (métabolisation, excrétion), à ne pas confondre avec la demi-vie écologique (temps nécessaire à la disparition de 50 % de la quantité initiale d'une corps chimique, non pas dans l'organisme, mais dans l'environnement où des facteurs de dilution, lessivage, éventuelle reconcentation, etc. sont aussi en jeu.) 
La demi-vie biologique est un paramètre important en pharmacocinétique en écotoxicologie et radioécologie.
Un isotope radioactif disparaît naturellement en suivant une cinétique de premier ordre, où le taux d'élimination est constant ; mais les substances présentes dans un organisme vivant suivent des cinétiques plus complexes.

## Cas des radionucléides
La période biologique correspond au temps au bout duquel 50 % du corps chimique aurait été éliminé de l'organisme par les voies naturelles (physico-chimiques), si ce corps n'était pas radioactif, mais elle ne tient pas compte de la décroissance radioactive propre des radioisotopes, qui fait également disparaître une partie de l'élément.
Pour un radionucléide donné, l'élimination se fait à la fois par l'élimination chimique de l'élément (qui a sa période biologique propre), et par la diminution du nombre d'atomes de l'élément du fait de sa radioactivité (suivant sa période radioactive propre, ou période physique).
Pour les radionucléides, on définit la période effective, qui correspond au temps au bout duquel l'activité dans l'organisme aura été divisé par deux, du fait de ces deux décroissances.
La période efficace (Te) est fonction de la période physique (Tp) et de la période biologique (Tb) selon la formule 1/Te=1/Tp+1/Tb. C'est donc le temps nécessaire pour que la radioactivité spécifique des molécules d'une population donnée ait diminué de moitié dans l'organisme, à la suite de son élimination et de la décroissance radioactive du radionucléide. La période efficace est toujours plus petite que les deux autres.
|               | Période radioactive | Période biologique  | Période efficace |
| iode 131      | 8,0 jours           | 30 jours (thyroïde) | 6,3 jours        |
| plutonium 239 | 24 110 ans          | 100 ans (os)        | ~100 ans         |